# Prothema exclamationis
Prothema exclamationis is een keversoort uit de familie van de boktorren (Cerambycidae). De wetenschappelijke naam van de soort werd voor het eerst geldig gepubliceerd in 1999 door Pesarini & Sabbadini.